# Typha shuttleworthii
Typha shuttleworthii là một loài thực vật có hoa trong họ Typhaceae. Loài này được W.D.J.Koch & Sond. miêu tả khoa học đầu tiên năm 1844.

## Hình ảnh

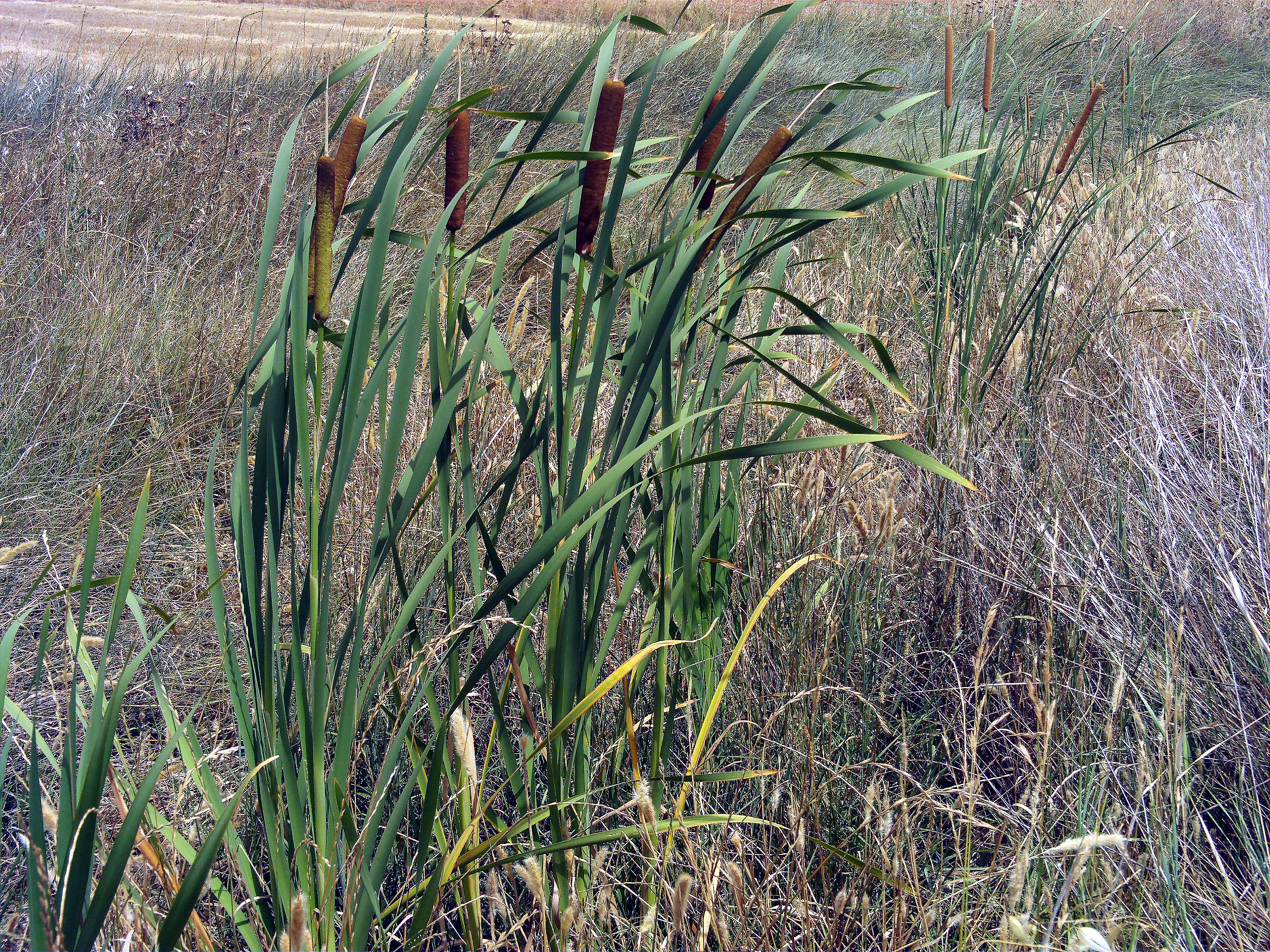